# تدافالت (أشطاط)
تدافالت هو دُوَّار يقع بجماعة تاغزوت ن آيت عطا، إقليم تنغير، جهة درعة تافيلالت في المملكة المغربية. ينتمي الدوّار لمشيخة أشطاط التي تضم 5 دواوير. يقدر عدد سكانه بـ 997 نسمة حسب الإحصاء الرسمي للسكان والسكنى لسنة 2004.

## روابط خارجية
- البوابة الوطنية للجماعات الترابية نسخة محفوظة 12 مارس 2018 على موقع واي باك مشين.
- المندوبية السامية للتخطيط